# Carrie Fisher
Carrie Frances Fisher (21. listopada 1956. – 27. prosinca 2016.) je bila američka glumica, spisateljica i komičarka. Fisher je najpoznatija po ulozi princeze Leie u filmskom serijalu Ratovi zvijezda; za tu je ulogu tri puta nominirana za nagradu Saturn. Njezini ostali poznati nastupi zabilježeni su u filmovima Holivudski frizer, Braća Blues, Hannah i njezine sestre, Nepodnošljivi susjedi, Kad je Harry sreo Sally..., Sapunica i Žene. Dva puta je nominirana za prestižnu televizijsku nagradu Emmy za gostujuće uloge u televizijskim serijama Televizijska posla i Catastrophe. Postumno je prozvana Disneyjevom legendom 2017. godine, a 2018. godine postumno je nagrađena Grammyjem u kategoriji Best Spoken Word Album.
Fisher je napisala nekoliko poluautobiografskih romana (uključujući Razglednice iz pakla), jednu autobiografsku predstavu (tzv. one-woman play) te knjigu prema stvarnim događajima Wishful Drinking temeljenu na predstavi. Također je napisala i scenarij za filmsku verziju Razglednica iz pakla za koji je nominirana u kategoriji najboljeg adaptiranog scenarija za prestižnu britansku nagradu BAFTA. Njezina autobiografska predstava Wishful Drinking snimljena je za televiziju te je dobila nominaciju za Emmy. Učestalo je pomagala drugim scenaristima prepravljajući njihova djela, uključujući filmove Kapetan Kuka, Redovnice nastupaju, Luda vjenčanja kao i mnoge filmove iz franšize Ratova zvijezda. U kasnijim godinama karijere dobila je mnogobrojne pohvale zbog svojih javnih nastupa i govora u vezi vlastitih iskustava borbe s bipolarnim poremećajem i ovisnosti o drogama.
Fisher je kćerka pjevača Eddieja Fishera i glumice Debbie Reynolds. S majkom je nastupila u dokumentarnom filmu Bright Lights: Starring Carrie Fisher and Debbie Reynolds o njihovom međusobnom odnosu. Film je svoju premijeru imao na filmskom festivalu u Cannesu 2016. godine. Fiher je iznenada preminula 27. prosinca 2016. godine zbog zastoja srca u dobi od 60 godina života, četiri dana nakon što joj je pozlilo na letu iz Londona u Los Angeles. Njezin posljednji film u kojem je nastupila, Ratovi zvijezda: Posljednji Jedi, u kino distribuciju je krenuo 15. prosinca 2017. godine, a posvećen je upravo njoj.

## Vanjske poveznice
- Carrie Fisher u internetskoj bazi filmova IMDb-u (engl.)